# Inga coruscans
Inga coruscans är en ärtväxtart som beskrevs av Carl Ludwig von Willdenow. Inga coruscans ingår i släktet Inga och familjen ärtväxter. Inga underarter finns listade i Catalogue of Life.